# Cordyla sixi
Cordyla sixi är en tvåvingeart som först beskrevs av Barendrecht 1938.  Cordyla sixi ingår i släktet Cordyla och familjen svampmyggor. Inga underarter finns listade i Catalogue of Life.